# قلمدان (قیر و کارزین)
قلمدان (قیر و کارزین)، روستایی از توابع بخش افزر شهرستان قیر و کارزین در استان فارس ایران است.

## جمعیت
این روستا در دهستان زاخرویه قرار دارد و براساس سرشماری مرکز آمار ایران در سال ۱۳۸۵، جمعیت آن ۵۱ نفر (۱۲خانوار) بوده‌است.